# Дикусар Андрій Миколайович
Андрій Миколайович Дикусар (нар. 20 січня 1940, місто Бобринець, тепер Бобринецького району Кіровоградської області) — український радянський діяч, голова колгоспу. Депутат Верховної Ради УРСР 11-го скликання.

## Біографія
Закінчив Новосибірський сільськогосподарський інститут.
У 1961—1964 роках — інструктор Новосибірської станції захисту рослин. У 1964—1967 роках — начальник загону по захисту рослин Барабинського районного управління сільського господарства, головний агроном радгоспу «Шубинський» Барабинського району Новосибірської області РРФСР.
У 1967—1971 роках — головний агроном колгоспу імені ХХІІ з'їзду КПРС, голова колгоспу «Влада Рад» Балтського району Одеської області.
Член КПРС з 1970 року.
З 1971 року — голова колгоспу «Правда» села Пужайкове Балтського району Одеської області.
Потім — на пенсії в селі Пужайкове Балтського району Одеської області. Член політичної партії «Всеукраїнське об'єднання «Батьківщина».

## Нагороди
- ордени
- медалі